# 로널드 핀스트라

로널드 핀스트라(Ronald J. Feenstra)는 미국 칼빈 신학교의 조직신학 교수이다. 그리스도의 선재, 케노시스, 성육신과 같은 기독론에 대한 전문 학자로 평가받는다. 마르퀘트 대학교에서 교수를 했고, 여러 권의 책을 썼다. 한국의 김병훈 박사와 안상혁 박사가 그의 제자이다.

## 학력
- A.B. (Calvin College, 1977)
- M.Div. (Calvin Theological Seminary, 1980)
- Ph.D. (Yale University, 1984)

## 경력
- Marquette University
- 미국 칼빈 신학교 교수

## 저서
- Trinity, Incarnation, and Atonement: Philosophical and Theological Essays

## 같이 보기
- 칼빈 신학교